# Hate (bande dessinée)
Pour les articles homonymes, voir Hate (homonymie).
Hate est un comic book autobiographique de l'Américain Peter Bagge dont les 30 numéros ont été publiés par Fantagraphics de 1990 à 1999, suivis par neuf one-shots annuels titrés Hate Annual de 2000 à 2011. 
Situé dans les années 1980, Hate raconte la vie de Buddy Bradley (en), l'alter-ego de Bagge, dans la continuité des pages publiées dans Neat Stuff (en) entre 1985 et 1989. Au milieu des années 1990, c'était le comic book alternatif se vendant le mieux.

## Récompenses
- 1991 : Prix Harvey de la meilleure nouvelle série